# -leben
-leben ist ein in Deutschland vorkommender Bestandteil von Ortsnamen, der besonders im östlichen Niedersachsen, Sachsen-Anhalt und Thüringen gehäuft auftritt. Der hochdeutsche Ortsnamenteil -leben hatte im Mittelniederdeutschen meist die Form -leve, im Ostfälischen gibt es die Varianten -lewwe/-lebbe und -lä/-lee (vgl. Harrislee). Bedeutungsgleiche Ortsnamenendungen gibt es auch in Skandinavien. Im Dänischen lautet der Namensbestandteil -lev und im Schwedischen -löv.

## Bedeutung
Die Grundbedeutung von -lev oder -löv ist „etwas Überlassenes, Zurückgelassenes“ (urgerm. *laiba-, vgl. englisch to leave), woraus sich dann die Bedeutung „Erbe“ entwickelte. In den meisten Fällen bezeichnet der erste Teil des Ortsnamens einen Mann, der etwas hinterlassen, sprich vererbt hat. So ist bspw. das 937 erstmals als Fridumaresleba bezeugte Fermersleben als „Erbe (d.h. Erbhof o.ä.) des Fridumar“ zu deuten.

### Eindeutschung ursprünglich slawischer Ortsnamen
Im sorbischen Sprachraum wurde eine slawische Endung -slav’ oft sekundär an die bestehende mittelniederdeutsche Endung -leve oder an die mittelhochdeutsche Endung -leibe(n) angepasst. So gehen die Ortsnamen Blattersleben, Jersleben (Kreis Wolmirstedt) und Pripsleben (Kreis Demmin, Vorpommern) auf die rekonstruierten Ortsnamen *Bratroslav’, *Jaroslav’ und *Pribyslav’ zurück.

## Verbreitung
Die ältesten Ortsnamen mit der Endung -lev oder -löv könnten aus der Zeit der Völkerwanderung stammen. Dass die beiden Verbreitungsgebiete in Mitteldeutschland und Skandinavien auf gemeinsame kulturelle Ursprünge zurückgehen, gilt heute als unwahrscheinlich. Denkbar sind hier parallele Bildungen auf der Grundlage eines gemeinsamen Etymons. In der älteren Forschung wurden völkerwanderungszeitliche Bevölkerungsbewegungen aus Skandinavien in das spätere Thüringer-Reich vermutet, die mit weiteren Wortverteilungen und Siedlern der Angeln und Warnen in Verbindung gebracht wurde.

### Deutschland
Die -leben-Namen häufen sich in zwei miteinander verbundenen Gebieten, einerseits im mittleren Sachsen-Anhalt westlich der Elbe und der unteren Saale, andererseits in den westlichen, zentralen und nördlichen Teilen Thüringens. In der Altmark tauchen sie nur ganz vereinzelt auf; im ehemals slawischen Siedlungsgebiet östlich von Elbe und Saale gar nicht (abgesehen von wenigen Ausnahmen nahe dieser Flüsse). Letzteres weist darauf hin, dass dieses Suffix bereits bei Einsetzen der Ostsiedlung veraltet war und nicht mehr für neue Ortsnamen genutzt wurde. Die etwas schwächere und stärker mit anderen Ortsnamen gemischte Verbreitung in Thüringen weist Karl Bischoff zufolge auf eine spätere Besiedlung aus dem älteren, dichteren Kerngebiet im Norden hin. Er vermutete ein sehr hohes Alter, da die Dörfer häufig in Haufen gebaut sind; da sie abseits von Wäldern und Gebirgen liegen (die erst später im Mittelalter gerodet wurden); da typisch ottonische Personennamen (Otto, Thietmar, Gero u. ä.) fehlen; und da archäologischen Befunden zufolge die slawische Besiedlung des 7. Jahrhunderts vor den Schwerpunktgebieten der -leben-Namen Halt machte (da diese damals schon dicht besiedelt gewesen sein sollen).
Eine große Zahl von -leben-Orten gibt es in Ostfalen (vor allem zwischen Helmstedt und Magdeburg), wie Alleringersleben, Altbrandsleben, Andersleben, Aschersleben, Aseleben, Ausleben, Bansleben, Barleben, Bartensleben, Dahlenwarsleben, Dedeleben, Domersleben, Dreileben, Eichenbarleben, Eilsleben, Eimersleben, Ermsleben, Erxleben, Etgersleben, Fallersleben, Gatersleben, Gevensleben, Grasleben, Großalsleben, Groß Ammensleben, Groß Bartensleben, Groß Germersleben, Groß Rodensleben, Gunsleben, Hadmersleben, Haldensleben, Hamersleben, Harsleben, Hedersleben, Hillersleben, Hohendodeleben, Hohenwarsleben, Hötensleben, Ingeleben, Ingersleben, Irxleben, Jersleben, Kleinalsleben, Klein Ammensleben, Klein Germersleben, Klein Oschersleben, Morsleben, Neubrandsleben, Neuwegersleben, Niederndodeleben, Nordgermersleben, Offleben, Ohrsleben, Oschersleben, Ostingersleben, Ottersleben, Ottleben, Remkersleben, Rottmersleben, Sambleben, Uhrsleben, Wanzleben, Wasserleben, Wefensleben, Wegeleben, Wetzleben, Wolmirsleben, Wormsleben.
Weit verbreitet ist -leben im Thüringer Becken (z. B. Ebeleben, Elxleben, Merxleben, Walschleben, Grabsleben). Insgesamt gibt es in Sachsen-Anhalt etwa 70 und in Thüringen etwa 50 Gemeinden, die auf -leben enden.
Einzelbeispiele lassen sich im äußersten Norden Bayerns finden (z. B. Alsleben, Unsleben). Der südlichste Beleg ist Eßleben zwischen Würzburg und Schweinfurt, nahe dem Main, das wegen seiner Lage nahe den ältesten Zentren der Schriftlichkeit in Deutschland auch als erster -leben-Ort überhaupt belegt ist (779 als Isenleiba).

### Skandinavien
Im skandinavischen Gebiet kann man wohl immer von einem germanischen Ursprung ausgehen. In Dänemark und Schweden kommen Ortsnamenendungen vor, die der deutschen Endung -leben etymologisch entsprechen:
- -lev im Dänischen
- -löv im Schwedischen (-lev im Altschwedischen)[1]

Diese Endung hat ihren Schwerpunkt auf Sjælland (Seeland), kommt aber auch auf den anderen dänischen Inseln, in Jütland mitsamt Südschleswig und in Schonen vor, jedoch nicht auf Bornholm und in Blekinge. Im Norden ist diese Endung an der schwedischen Westküste bis zum Göta-Fluss und bis zum Vänern-See verbreitet. Das nördlichste gesicherte Vorkommen ist der Pfarrgemeindename Häggesled (in der Gemeinde Lidköping). Dieser Ortsname wurde 1363 als Heggislefh erwähnt.

## Einzelbelege
1. 1 2 3 4 5 6  Harry Ståhl: Ortnamn och ortnamnsforskning. Andra upplagan, Uppsala 1976, ISBN 91-20-04466-6, S. 63 ff.
2. 1 2  Birgit Schönwälder: Die „-leben“-Namen. Heidelberg 1993, ISBN 3-8253-0043-9.
3. ↑  Was bedeutet -leben in Ortsnamen? mdr Thüringen, abgerufen am 28. Januar 2020.
4. ↑  Karl Bischoff: Sprache und Geschichte an der mittleren Elbe und der unteren Saale (= Mitteldeutsche Forschungen, Bd. 52). Köln/Graz 1967, S. 14.
5. 1 2  Walter Kaestner, Niederdeutsch-slavische Interferenzen. In: Handbuch zur niederdeutschen Sprach- und Literaturwissenschaft, hrsg. von Gerhard Cordes und Dieter Möhn. Berlin 1983, ISBN 3-503-01645-7, S. 678–729, hier S. 709 (Abschnitt 3.1.2.3).
6. ↑  Karl Bischoff: Sprache und Geschichte an der mittleren Elbe und der unteren Saale (= Mitteldeutsche Forschungen, Bd. 52). Köln/Graz 1967, S. 10 u. 17 f.
7. ↑  Karl Bischoff: Sprache und Geschichte an der mittleren Elbe und der unteren Saale (= Mitteldeutsche Forschungen, Bd. 52). Köln/Graz 1967, S. 10–15.
8. ↑  Karl Bischoff: Sprache und Geschichte an der mittleren Elbe und der unteren Saale (= Mitteldeutsche Forschungen, Bd. 52). Köln/Graz 1967, S. 14.